# Церковь Святой Екатерины (Гамбург)
Церковь Святой Екатерины в Гамбурге (Санкт-Катаринен, нем. Hauptkirche Sankt Katharinen Hamburg, «главная церковь Святой Екатерины») — протестантская церковь в районе Альтштадт (Митте) города Гамбург; входит в список пяти «главных» городских храмов.

## История и описание
Церковь Святой Екатерины впервые упоминается в документах от 1256 года, как центр местного прихода. Строительство современного здания было завершено около 1450 года, а в период между 1566 и 1568 годами фасад башни-колокольни был дополнен фресками.
В 1601 году главным пастором гамбургской Церкви Святой Екатерины был избран немецкий лютеранский богослов, поэт, композитор, духовный писатель, проповедник, доктор богословия Филипп Николаи.